# ガラス年表
ガラス年表（ガラスねんぴょう）では、ガラスに関する歴史を編年的に記述する。

## ガラス年表

### 古代(6世紀まで)
- 前2250年頃：シリア・メソポタミアで本格的なアルカリ石灰ガラス製品が作られる。
- 前1550年頃：シリアでコアガラス容器が作られる。
- 前1400年頃：エジプトでトトメス3世の銘が入った容器が作られる。

- 前721年〜前705年：メソポタミアでアッシリア王サルゴン2世の銘が入った壷が作られる。
- 前3世紀頃：青森県亀ヶ岡遺跡（縄文時代晩期）の青色ガラス小玉。
- 前128年：中国で鉛バリウムガラスの容器が作られる。
- 前1世紀頃：シリアで吹きガラス技法成立。

- 304年：中国にサーサーン朝ペルシアの突起ガラスが現れる。
- 476年：西ローマ帝国滅亡により、ガラス製造は近東地方を除いて衰える。
- 569年：中国にサーサーン朝ペルシアの切子グラスが現れる。

### 中世(7世紀から13世紀)
- 1058年：藤原明衡の「新猿楽記」に、中国からガラス器を輸入した旨の記載。
- 1095年頃：現存最古のステンドグラス、アウクスブルク大聖堂のステンドグラスが作られる。
- 1268年：ヴェネツィアでガラス同業組合が結成される。
- 1291年：ヴェネツィアのガラス工、ムラーノ島へ強制移住。

### 近世(14世紀から17世紀)
- 1551年：フランシスコ・ザビエルが大内義隆にガラス器・鏡・眼鏡などのガラス製品を贈る。
- 1608年：アメリカで初めてガラス工場が設立されるが失敗する。
- 1609年：オランダ商館長が家康にガラス器を贈る。
- 1612年：フィレンツェでアントニオ・ネリの「ガラス製造法」が出版される。
- 1674年：イギリスでラベンズクロフトが鉛クリスタルガラスの特許を得る。
- 1679年：ネリの「ガラス製造法」のドイツ語訳に一部加えたヨハン・クンケル著「実践的ガラス製造法」が出版される。
- 1670年〜1690年頃：ボヘミアでカリグラスが開発される。

### 近代(18世紀から19世紀)
- 1711年〜1716年頃：江戸で源之丞がガラスを吹き始める。
- 1713年：「和漢三才図会」に鉛ガラスの製法や銅製の吹き竿、色ガラスの記述が登場。
- 1755年：長崎オランダ商館で初めて窓ガラスが使用される。
- 1764年：フランス国王ルイ15世が、ロレーヌ地方のバカラ村にガラス工場の設立を許可する（バカラ (ガラス)の始まり）。
- 1818年〜1830年：加賀屋がぎやまんの製造を始める。
- 1846年：島津斉興が薩摩でガラス製造を始める。
- 1855年：パリ万国博覧会でバカラ (ガラス)がグランプリを獲得。
- 1867年：パリ万国博覧会にエミール・ガレがガラス器を出品する。
- 1885年：ルネ・ラリック商会が設立される。
- 1889年：パリ万国博覧会でエミール・ガレがガラス器他を出品してグランプリを獲得。
- 1891年：ドームが、ナンシーガラス研究所を設立する。

### 現代(20世紀以降)
- 1953年から1957年：フロートガラス法実用化。